# Dae Imlani
Dae Imlani (12 mei 1954) is een Filipijns voormalig zwemmer gespecialiseerd in de vrije slag. Imlani won in 1970 met de Filipijnse estafette teams twee zilveren medailles op de Aziatische Spelen 1970 in Thaise hoofdstad Bangkok. Op de 4x100m vrije slag wonnen de Filipijnen zilver met een tijd van 3 minuut 52 seconden, en ook op de 4x200m vrije slag werd een zilveren medaille veroverd met een tijd van 8 minuut, 35 seconden en 80 honderdste.
Imlani deed in 1972 namens de Filipijnen ook mee aan de Olympische Zomerspelen van München. Bij deze Spelen deed hij mee aan vier onderdelen. Op het onderdeel 400 meter vrijeslag kwam hij met een tijd van 4:24.01 niet verder dan een zesde plek in zijn serie. Bij de 1500 meter vrije slag werd hij achtste in zijn serie. Bij 4 × 100 m vrije slag eindigde hij met het Filipijnse estafetteteam op de zesde plek in de series en bij de 4 × 200 meter vrije slag werd hij met de Filipijnen zevende in hun serie.